# Bruce Reynolds
Pour les articles homonymes, voir Reynolds.
Bruce Reynolds, né le 7 septembre 1931 à The Strand à Londres et mort le 28 février 2013 dans le district londonien de Croydon, est un gangster britannique, connu comme le cerveau de l'attaque du train postal Glasgow-Londres en 1963.

## Le «coup du siècle»
D'un père ouvrier syndicaliste chez Ford, Thomas Richard, et d'une mère infirmière Dorothy Margaret, il perd cette dernière en 1935 et son père se remarie. Il doit déménager à Gants Hill dans la banlieue de Londres. S'entendant mal avec son père et sa belle-mère, il se réfugie souvent chez sa grand-mère. Rêvant d'un grand destin dans un pays touché par la Grande Dépression, il échoue dans les études par paresse et quitte l'école à quatorze ans et demi. Après avoir fait des petits boulots, il commence à réaliser de petits vols, ce qui lui vaut de connaître la prison. De sortie de prison, il monte alors des opérations de braquage plus importantes, ce qui lui vaut d'être surnommé « le colonel » car il est souvent habillé dans cet uniforme de l'armée anglaise lors de ces opérations. Il a alors comme couverture une boutique d'antiquaire. De retour en prison, il y rencontre Ronnie Biggs, passionné de train et réputé pour porter chance. Reynolds lui évoque son projet d'attaque et le met dans le coup.
Le butin de ce « coup du siècle » était constitué de 128 sacs remplis de billets de banque d'une valeur totale de 2,631 millions £ (ce qui représente 65 millions d'euros en 2012).
Alors que la plupart des membres du gang sont arrêtés, il s'enfuit avec sa femme et son fils, Nick, pendant cinq ans, notamment au Mexique et au Canada. Nostalgique, il tente de retourner vivre incognito en Angleterre, mais est arrêté et écope de 25 ans de prison. Libéré après dix ans de détention, il écrit ses mémoires et est notamment consultant pour un film policier anglais, Gangster No. 1. Il meurt, dans son sommeil, le 28 février 2013 .